# Jonathan Winters
Pour les articles homonymes, voir Winters.
Jonathan Winters (Jonathan Harshman Winters III) est un acteur, monteur, scénariste et producteur américain né le 11 novembre 1925 à Dayton, Ohio (États-Unis) et mort le 11 avril 2013  à Montecito, Californie.

## Hommages
As de l'improvisation exacerbée, Robin Williams, son partenaire de télésérie, avoue le considérer comme son mentor. Ce, à quoi il rétorque, avec un sourire mi-naif, mi-moqueur : « Chez moi, ce mot est considéré comme un vilain mot. Emploie plutôt le mot idole… »

## Filmographie

### Cinéma
- 1960 : Alakazam, le petit Hercule (Saiyu-ki) : Sir Quigley Broken Bottom (voix)
- 1963 : Un monde fou, fou, fou, fou (It's a Mad Mad Mad Mad World) de Stanley Kramer : Lennie Pike
- 1965 : Le Cher Disparu (The Loved One) : Henry Glenworthy / Révérend Wilbur Glenworthy
- 1966 : Les Russes arrivent (The Russians Are Coming the Russians Are Coming) : Officer Norman Jones
- 1966 : Les Plaisirs de Pénélope (Penelope) : Professor Klobb
- 1967 : Oh Dad, Poor Dad, Mama's Hung You in the Closet and I'm Feeling So Sad : Dad (Narrator)
- 1967 : Eight on the Lam : Police Sgt. Jasper Lynch
- 1969 : Viva Max! : Gen. Billy Joe Hallson
- 1972 : The Special London Bridge Special : English Tour Guide / Tourist #1 / Little Boy Tourist / Texas Tourist
- 1974 : Sonic Boom
- 1979 : The Fish That Saved Pittsburgh : H.S. and Harvey Tilson
- 1980 : Pogo for President: 'I Go Pogo' : Molester, Porky Pine, and others (voix)
- 1984 : E. Nick: A Legend in His Own Mind : Emerson Foosnagel III
- 1986 : The Wonderful World of Jonathan Winters
- 1986 : Les Bons tuyaux (The Longshot) : Tyler
- 1986 : Say Yes : W. D. Westmoreland
- 1988 : Pleine lune sur Parador (Moon over Parador), de Paul Mazursky : Ralph
- 1990 : Rabbit Ears, Paul Bunyan (vidéo) : Storyteller
- 1992 : Les Vacances des Tiny Toon (Tiny Toon Adventures: How I Spent My Vacation) (vidéo) : Wade Pig (voix)
- 1993 : Le Voleur et le Cordonnier : Les pensées du voleur (voix)
- 1994 : La Famille Pierrafeu (The Flintstones) : Grizzled Man
- 1994 : The Shadow : Wainwright Barth
- 2000 : Edwurd Fudwupper Fibbed Big
- 2000 : Les Aventures de Rocky et Bullwinkle (The Adventures of Rocky & Bullwinkle) de Des McAnuff : Whoppa
- 2002 : Santa vs. the Snowman 3D : Santa (voix)
- 2003 : Swing : Uncle Bill
- 2004 : Comic Book: The Movie (vidéo) : Wally (Army Buddy #2)
- 2006 : Cattle Call : Thomas
- 2011 : Les Schtroumpfs : Le Grand Schtroumpf (voix)
- 2013 : Les Schtroumpfs 2 : Le Grand Schtroumpf (voix)

### Télévision
- 1955 : And Here's the Show (série télévisée) : Host
- 1956 : The Jonathan Winters Show (série télévisée)
- 1963 : The Twilight Zone (série télévisée) : Party of pool (Fat)
- 1964 : The Jonathan Winters Specials (série télévisée)
- 1964 : Linus! The Lion Hearted (série télévisée) : The Giant (voix)
- 1967 : The Jonathan Winters Show (série télévisée) : Host (1967-1969)
- 1968 : Now You See It, Now You Don't (TV) : Jerry Klay
- 1970 : Hot Dog (série télévisée)
- 1972 : The Wacky World of Jonathan Winters (série télévisée) : Host
- 1978 : Les Contes de la forêt verte (série télévisée) (voix)
- 1980 : More Wild Wild West (TV) : Albert Paradine II
- 1985 : Alice au pays des merveilles (Alice in Wonderland) (TV) : Humpty Dumpty
- 1985 : The Little Troll Prince (TV) : King Ulvik #2 (voix)
- 1986 : Star Fairies (série télévisée) : Wishing Well (voix)
- 1986 : David Letterman's 2nd Annual Holiday Film Festival (TV) : (segment « My Day With the Stars »)
- 1981 : Les Schtroumpfs (The Smurfs) (série télévisée) : Grandpa Smurf (1986-1990) / Additional Voices (voix)
- 1987 : Alice Through the Looking Glass (TV) : Tweedledum & Tweedledee (voix)
- 1988 : The Completely Mental Misadventures of Ed Grimley (série télévisée) : Mr. Freebus / Roger Gustav / Additional Voices (voix)
- 1990 : And His Traveling Road Show (TV)
- 1990 : Gravedale High (série télévisée) : Coach Cadaver (voix)
- 1991 : Little Dracula (série télévisée) : Igor / Granny (voix)
- 1991 : Davis Rules (série télévisée) : Gunny Davis
- 1992 : The Wish That Changed Christmas (TV) : Owl
- 1992 : Fish Police (série télévisée) : Mayor Cod (voix)
- 1992 : Frosty Returns (TV) : Narrator (voix)
- 1994 : The Bears Who Saved Christmas (TV) : Pocket Watch
- 1997 : Santa vs. the Snowman (TV) : Santa (voix)

### Comme monteur
- 1993 : Gone Fish'n (vidéo)

### Comme scénariste
- 1992 : Spaced Out! (TV)

### Comme producteur
- 1992 : Spaced Out! (TV)

## Sources
- Robin Williams, un génie de la comédie (2014)